# Японски язовец
Японският язовец (Meles anakuma) е вид бозайник от семейство Порови (Mustelidae).

## Разпространение и местообитание
Разпространен е в Япония.